# セイクワン・バークリー
セイクワン・ラスル・ケビス・バークリー（Saquon Rasul Quevis Barkley, 1997年2月9日 - ）は、アメリカ合衆国ニューヨーク州ニューヨーク市ブロンクス区出身のプロアメリカンフットボール選手。NFLのフィラデルフィア・イーグルスに所属している。ポジションはランニングバック。

## 経歴

### プロ入り前
バークリーは、ニューヨーク市ブロンクスで生まれた。ニューヨーク・ジェッツのファンとして育ち、RBカーティス・マーティンのファンだった。父はボクサーで、兄はロサンゼルス・エンゼルスにドラフト指名された野球選手、大叔父はボクシング世界三階級制覇王者のアイラン・バークリーというスポーツ一家で育った。
ホワイトホール高校時代のバークリーは身長180㎝、体重94㎏で40ヤード走は4.66秒とNFL時代の現在と比べて肉体は未熟なものの、アメリカンフットボール以外にもバスケットボールや陸上で活躍しており、100m走10.90秒、砲丸投げ14.08m、走り高跳び183㎝、走り幅跳び6.77ｍを記録。PIAA11地区大会では100m走,走り幅跳びで優勝した。
2015年にペンシルベニア州立大学に入学すると、すぐに試合に出場した。2試合目のゲームでは、115ヤード、1TDを記録した。3試合目もラン21回、195ヤード、2TDと堅調な記録を残した。1年目のシーズンは、ラン182回、1076獲得ヤード、7TDの記録を残した。
大学時代は試合中の傑出した身体能力から生まれる驚異的なプレーのみならず、パワークリーン183㎏（405ポンド）を挙げて話題となった。
2017年12月31日、バークリーは2018年ドラフトにエントリーすることを発表した。その後行われたNFLコンバインでも良い成績を残し、スカウトからの評価も上昇した。多くのモック・ドラフト（ドラフト予想）では、全体2位で指名されると予想された。これはRBとしては2006年のレジー・ブッシュ以来の高順位だった。
| 6 ft 0 in (183 cm)          | 233 lb (106 kg) | 31+3⁄8 in (80 cm) | 9+1⁄2 in (24 cm) | 4.40 s | 1.54 s | 2.57 s | 4.24 s | 41 in (104 cm) | 29 回 |
| All values from NFL Combine |                 |                   |                  |        |        |        |        |                |       |

### ニューヨーク・ジャイアンツ

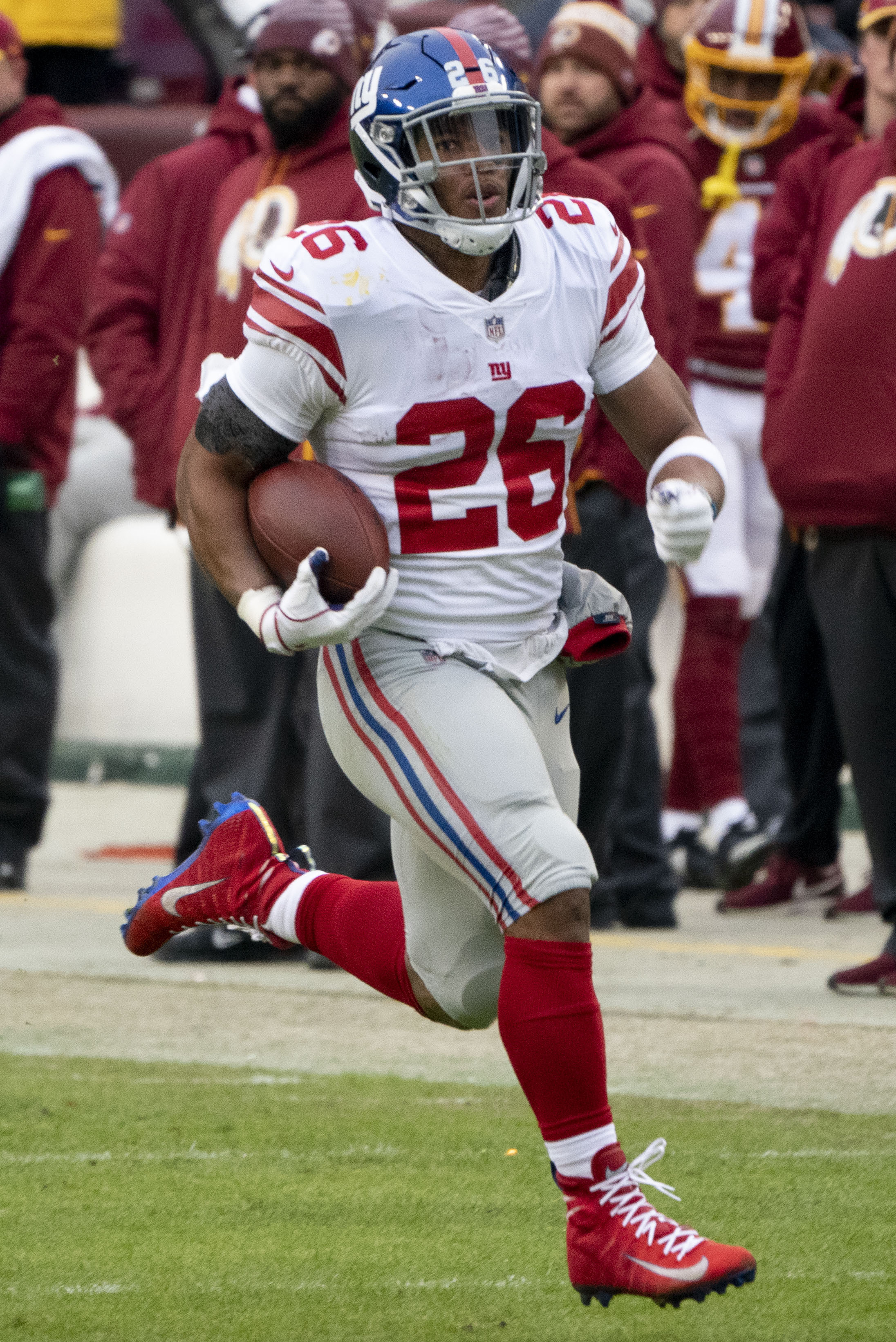
2018年のワシントン・レッドスキンズ戦にて78ヤードの独走タッチダウンを決めるバークリー

大方の予想通り、2018年のNFLドラフトにおいてニューヨーク・ジャイアンツによって1巡目全体2位で指名されたバークリーは、2018年6月22日、ジャイアンツと4年総額3120万ドルの全額保証契約を結んだ。
2018年シーズン開幕戦のジャクソンビル・ジャガーズ戦で、バークリーは68ヤードのプロ初TDを決めた。その試合は106ヤードを走った。このシーズンではNFL全体2位となる1307ヤードを記録し、261回のキャリーで11タッチダウン、レシーブ91回、4タッチダウンを記録し、この年の最優秀新人オフェンス選手賞を受賞した。
2019年シーズンは第3週のタンパベイ・バッカニアーズ戦で足を負傷し途中離脱し、第7週のアリゾナ・カージナルス戦で復帰した。この年もラッシングヤードが1000ヤードを越える活躍を見せた。
2020年シーズンは第2週のシカゴ・ベアーズ戦で前十字靭帯損傷の大怪我を負いシーズンエンドとなった。
2021年シーズンは、4月28日にジャイアンツから5年目の契約オプションを行使された。
2022年シーズンは1312ヤード、10タッチダウンを記録し、ルーキーイヤー以来2度目となるプロボウルに選出された。
2023年シーズン開始前に長期契約についての交渉を行ったものの、契約締結に至ることはなく、1年契約でプレーすることになった。

### フィラデルフィア・イーグルス
2024年3月13日、フィラデルフィア・イーグルスと3年総額3775万ドルの契約を結んだ。
2024年レギュラーシーズンのラッシングヤードは2005に達し、史上9人目の2000ヤードラッシャーとなって、NFL最優秀攻撃選手賞に選ばれた。プレイオフを含む単一シーズンではラッシングヤード2504を記録し、2500ヤード以上のラッシュを記録したNFL史上初の選手となった。同時にプレイオフを含む単一シーズンでのスクリメージヤードは2857となり、NFL記録を更新した。
2025年3月4日に、ランニングバックとしては史上初めて2000万ドル以上の年俸となる、2028年シーズンまでの2年総額4120万ドルの契約延長にイーグルスと合意した。

## 詳細情報

### レギュラーシーズン
| 年度     | チーム   | 試合 | 試合 | ラン | ラン   | ラン           | ラン       | ラン | レシーブ | レシーブ | レシーブ       | レシーブ   | レシーブ | ファンブル | ファンブル |
| 年度     | チーム   | 出場 | 先発 | 回数 | ヤード | 平均獲得ヤード | 最長ヤード | TD   | 回数     | ヤード   | 平均獲得ヤード | 最長ヤード | TD       | 回数       | ロス       |
| -------- | -------- | ---- | ---- | ---- | ------ | -------------- | ---------- | ---- | -------- | -------- | -------------- | ---------- | -------- | ---------- | ---------- |
| 2018     | NYG      | 16   | 16   | 261  | 1307   | 5.0            | 78         | 11   | 91       | 721      | 7.9            | 57         | 4        | 0          | 0          |
| 2019     | NYG      | 13   | 13   | 217  | 1003   | 4.6            | 68         | 6    | 52       | 438      | 8.4            | 65         | 2        | 1          | 0          |
| 2020     | NYG      | 2    | 2    | 19   | 34     | 1.8            | 8          | 0    | 6        | 60       | 10.0           | 20         | 0        | 0          | 0          |
| 2021     | NYG      | 13   | 13   | 162  | 593    | 3.7            | 41         | 2    | 41       | 263      | 6.4            | 54         | 2        | 2          | 1          |
| 2022     | NYG      | 16   | 16   | 295  | 1312   | 4.4            | 68         | 10   | 57       | 338      | 5.9            | 41         | 0        | 1          | 0          |
| 2023     | NYG      | 14   | 14   | 297  | 962    | 3.9            | 36         | 6    | 41       | 280      | 6.8            | 46         | 4        | 2          | 2          |
| 2024     | PHI      | 16   | 16   | 345  | 2005   | 5.8            | 72         | 13   | 33       | 278      | 8.4            | 43         | 2        | 2          | 1          |
| NFL：7年 | NFL：7年 | 90   | 90   | 1546 | 7216   | 4.7            | 78         | 48   | 321      | 2378     | 7.4            | 65         | 14       | 8          | 4          |

- 2024年度シーズン終了時
- 太字は自身最高記録
- ■はリーグ最高記録

## 私生活
6人兄弟の家庭で育った。また、娘が1人いる。
ペンシルベニア州は大学時代のバークリーの功績を称えるため、3月14日をセイクワン・バークリーの日とし、州の祝日とすることを決定した。